# Theodor Kaluza
Theodor Franz Eduard Kaluza (Racibórz, 9 de noviembre de 1885-Gotinga, 19 de enero de 1954) fue un físico matemático alemán.
Theodor Kaluza nació en una familia que había vivido durante trescientos años en la ciudad de Racibórz, entonces en Alemania. Su padre, Max Kaluza, era un experto en fonética y en literatura y lengua inglesa.
Estudió en la Universidad de Königsberg, en Alemania, consiguiendo el doctorado. Su habilitación (post-doc), que trataba acerca de la transformación de Tschirnhaus, fue publicada en 1910. Allí, entre 1902 y 1929, ejerció de privatdocent (docente auxiliar sin remuneración). Entre 1929 y 1935 fue profesor de física en la Universidad de Kiel, trabajo que aceptó siguiendo las recomendaciones de Einstein. En 1935 ocupó el mismo puesto en la Universidad de Gotinga, permaneciendo hasta su muerte.

## Teoría de Kaluza-Klein
Albert Einstein, en 1915, publicó un artículo en el que describía la teoría de la relatividad general, en la cual, el espacio y el tiempo se unen formando el llamado espacio-tiempo, que posee cuatro dimensiones; tres dimensiones espaciales y una temporal. En 1919, Theodor Kaluza intentó unificar la gravedad y el electromagnetismo añadiendo a la relatividad general una dimensión espacial adicional; la gravedad a partir de la relatividad general, y el electromagnetismo a partir de las ecuaciones de Maxwell. Kaluza no publicó su trabajo hasta 1921, aunque previamente le envió un borrador de su trabajo a Albert Einstein quien al principio se mostró entusiasmado para pasar a un escepticismo, finalmente en 1921 reconsideró su posición y animó a Kaluza a publicar su trabajo. En la teoría de Kaluza de cinco dimensiones, gravedad y electromagnetismo son la misma fuerza.
Sin embargo, la teoría presentaba dos grandes defectos tal y como estaba presentada. Por un lado, Kaluza no podía explicar la naturaleza de esta quinta dimensión, por lo que su teoría poseía sentido matemático pero no físico. Por otro, en su teoría los cuerpos se comportaban de manera que seguían la mecánica clásica, despreciando los efectos de la mecánica cuántica. En 1926, Oskar Klein intentó solventar estos problemas, revisando las formulaciones y construyendo lo que se conoce como Teoría de Kaluza-Klein. Esta teoría ha influido en algunos físicos de la teoría de cuerdas, como Ed Witten.